# Rijksstraatweg (Haarlem-Noord)
De Rijksstraatweg is een straatweg in de Noord-Hollandse stad Haarlem. De Rijksstraatweg loopt dwars door Haarlem-Noord. De straatweg begint bij de Schoterweg en loopt door tot aan het Delftplein.

## Geschiedenis

### Herenweg
De Rijksstraatweg volgt de loop van een reeds in de prehistorie aanwezige kustroute over een strandwal. Deze weg die bekend kwam te staan als de Herenweg loopt van Alkmaar naar Den Haag. Deze weg heeft binnen de stad andere namen gekregen. 
De weg was de belangrijkste verbindingsroute over land die verschillende nederzettingen met Haarlem verbond, waaronder de agrarische bebouwing van het oude ambacht Schoten. Ook kastelen en voorname huizen, zoals het Huis ter Kleef en het Huis te Zaanen waren op de weg georiënteerd. Bovendien kwam de middeleeuwse Kleverlaan, een oost-west verbindingsweg vanuit het duingebied op de weg uit. 
Parallel aan de Herenweg en dus ook aan de latere Rijksstraatweg ontstonden secundaire routes. Ten noorden van de Jan Gijzenvaart was de Vergierdeweg in dit kader van belang; na de annexatie van Schoten is dit een secundaire weg geworden.

Kaart uit 1810 van een gedeelte der Grote weg nr. 8 van Amsterdam naar Texel Zuid, westen boven. Begrepen tussen de stad Haarlem en de Schoterbrug, met het profiel voor de nieuwe bestrating van dat gedeelte dezer weg.

### Opwaardering tot Rijksstraatweg
Onder de regering van Koning Willem I werd de aanwezige Herenweg tussen Haarlem en Alkmaar en een gedeelte van de oude Schoterweg opgewaardeerd tot rijksstraatweg. Dit werd bewerkstelligd door de Schoterweg ten noorden van de Jan Gijzenvaart aan te laten sluiten op het noordelijk deel van het Santpoortervoetpad.
Deze weg werd in 1822 aangeduid als de Postweg naar Alkmaar en vanaf 1858 als Straatweg naar Alkmaar. Van 1896-1924 reed er de tramlijn Haarlem - Alkmaar. In 1928 werd na het onteigenen van percelen langs de weg de Rijksstraatweg verbreed. Tevens werd er een nieuwe bredere brug, de Jan Gijzenbrug over de Jan Gijzenvaart gebouwd.

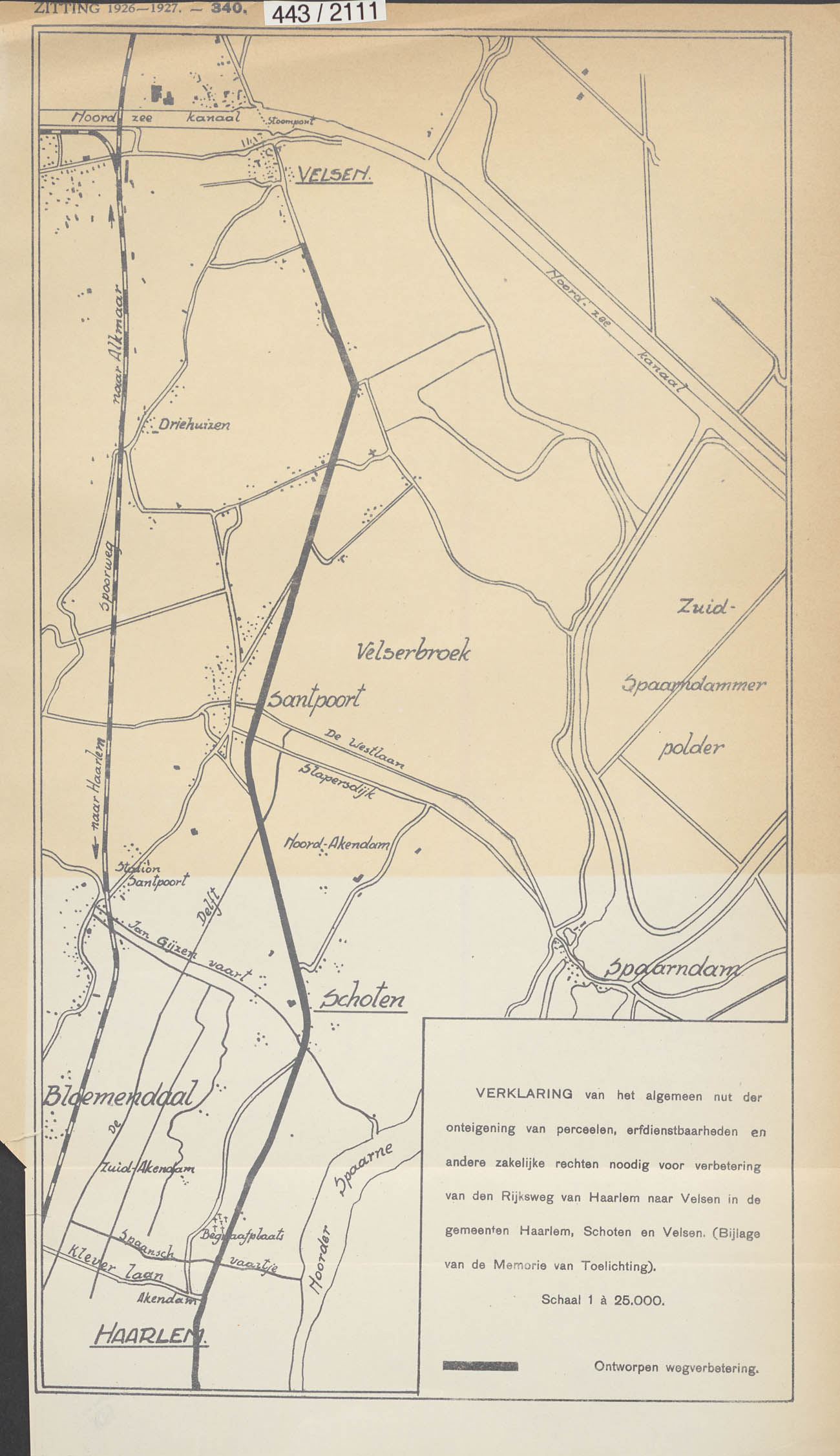
Verklaring uit 1927 van het algemeen nut der onteigening van percelen, erfdienstbaarheden en andere zakelijke rechten nodig voor verbetering van den rijksweg van Haarlem naar Velsen in de gemeenten

### Tweede Wereldoorlog
In de Tweede Wereldoorlog kwam in september 1944 een volksverhuizing opgang. Nadat Operatie Market Garden door de geallieerden mislukte, bracht de Duitse bezetter het land in extra paraatheid. Zo werd het gebied ten noorden van Jan Gijzenvaart tot sperrgebiet aangemerkt. Er kwam een grote betonnen muur, die in de volksmond de Mauermuur werd genoemd.  Ook werden tankversperringen aangebracht, onder andere op de brug in de Rijksstraatweg over de Jan Gijzenvaart. De werkzaamheden aan deze Jan Gijzenbrug werden in de eerste maanden van 1944 voltooid. In het Noord-Hollands Archief is een foto aanwezig van de evacuatie via de Rijksstraatweg.
Op 12 februari 1945 vond er een represaille bij de Jan Gijzenbrug plaats. Twee dagen eerder was bij controlepost op de brug een schietpartij ontstaan tussen verzetsstrijders en de bezetter waarbij een Duitse onderofficier omkwam en een soldaat en burger gewond raakten.

### Moderne tijd
Op 12 december 1962 besloot de gemeente Haarlem tot het overnemen van de laatste stukken weg van het Rijk.
Begin 21e eeuw stonden de fietspaden langs de Rijksstraatweg bekend om hun slechte staat, veroorzaakt door opdrukkende boomwortels. Dit leidde tot onveilige situaties voor het verkeer.  De Fietsersbond Haarlem en de gemeente Haarlem bedachten samen een plan om de fietspaden te verbeteren. Er werd na een test gekozen voor de toepassing van prefab betonplaten, deze platen zijn bestand tegen boomwortels. In september 2022 werd het vernieuwde fietspad officieel in gebruik genomen.

## Bebouwing
Vanaf de 17e eeuw werden langs de Herenweg buitenplaatsen aangelegd, ten noorden van het stadscentrum vindt dit bouw hiervan veelal plaats tussen de Herenweg en het Spaarne. Een voorbeeld van zo’n buitenplaats was Het Klooster, een uitzondering is Akendam dat zich op de hoek met de Kleverlaan bevond. Van de gebouwde buitenplaatsen resteert er geen een. Enkel een aantal zijstraten herinneren nog aan deze voormalige buitens. Voorbeelden van zulke straten zijn de Kloosterstraat, Overtonweg en de Spaarnhovenstraat.
Nadien heeft de stad zich in de late 19de en in de 20ste eeuw ten noorden en zuiden van de binnenstad aan weerskanten van de weg uitgebreid, die daarbij als de grens is aangehouden tussen verschillende buurten. Het aanzien van de bebouwing aan de ene kant van de weg verschilt daarom vaak aanmerkelijk van de overkant.
Aan de weg grenst bebouwing van de volgende buurten: 
- Bomenbuurt behorend tot het Ter Kleefkwartier
- Medanbuurt, Weltevredenbuurt en Molukkenbuurt behorend tot de Indischewijk
- Burgemeesterskwartier en Schotervlieland behorend tot het Te Zaanenkwartier
- Meeuwenbuurt en Nachtegaalbuurt behorend tot de Vogelenwijk
- Rivierenbuurt en Schrijversbuurt behorend tot Delftwijk
- Roemer Vischerbuurt en Muiderkring behorend tot het Vondelkwartier

### Monumenten
Aan de Rijksstraatweg bevinden zich enkele gemeentelijk monumenten. Zoals het voormalig Raadhuis van Schoten, de Adelbertuskerk en de Mariakerk. Ook Rijksstraatweg 370, 372, 374, 427 en 429 betreffen een gemeentelijk monument.
Bij de Jan Gijzenbrug is in 1950 een oorlogsmonument geplaatst. Dit Verzetsmonument is ter eren van de omgekomen slachtoffers uit het Nederlands verzet in de Tweede Wereldoorlog. Het monument staat tegenover de plek waar op 12 februari 1945 de represaille bij de Jan Gijzenbrug plaatsvond.

## (Hoogwaardig) openbaar vervoer
In 2020 werd de Rijksstraatweg heringericht voor hoogwaardig openbaar vervoer. Dit in het kader van HOV Velsen. Gelijkertijd met de realisatie van HOV werd de verkeersveiligheid voor fietsers en voetgangers vergroot bij kruisingen.
Buslijnen
Over de Rijksstraatweg rijden vijf buslijnen en twee nachtlijnen:
- Stadslijn 2, tussen Delftplein en Jan Camperstraat
- Stadslijn 3
- Stadslijn 14, tussen Delftplein en Eksterlaan
- Regiolijn 73
- R-netlijn 385
- N30
- N80, enkel vrijdag- en zaterdagnacht

Bushaltes
Er bevinden zich zes bushaltes aan de straatweg
- Halte Zaanenlaan (3, N80)
- Halte Spaarnhovenstraat (3, N80)
- Halte Minahassastraat (3, 73, 385, N30 en N80)
- Halte Vergierdeweg (3, N80)
- Halte Winkelc. Marsmanplein (3, 14, 73 en N80)
- Halte Reviusstraat (2, 3, 14 en N80)